# Programma per lo sviluppo di sistemi di lancio riutilizzabili (SpaceX)
Il programma di sviluppo del sistema di lancio riutilizzabile di SpaceX è un programma finanziato dalla compagnia SpaceX per sviluppare una serie di nuove tecnologie per un sistema di lancio orbitale che può essere riutilizzato molte volte in modo simile alla riutilizzabilità degli aerei. SpaceX ha sviluppato le tecnologie per diversi anni per facilitare la piena e rapida riutilizzabilità dei veicoli di lancio nello spazio. Gli obiettivi a lungo termine del progetto includono il ritorno di un primo stadio del veicolo di lancio al sito di lancio in pochi minuti e il ritorno di un secondo stadio sulla piattaforma di lancio dopo il riallineamento orbitale con il sito di lancio e il rientro atmosferico in un massimo di 24 ore. L'obiettivo a lungo termine di SpaceX è che entrambe le fasi del loro veicolo di lancio orbitale saranno progettate per consentire il riutilizzo poche ore dopo il ritorno.
Il programma è stato annunciato pubblicamente nel 2011. SpaceX ha ottenuto per la prima volta l'atterraggio e il recupero di un primo stadio nel dicembre 2015. Il primo volo di un primo stadio riutilizzato si è verificato nel marzo 2017, mentre il secondo nel giugno 2017, dopo solo cinque mesi il volo inaugurale del booster. Il terzo tentativo è avvenuto nell'ottobre 2017 con la missione SES-11 / EchoStar-105. Nel corso del tempo secondi voli dei primi stadi ricondizionati sono quindi diventati di routine.
La tecnologia del sistema di lancio riutilizzabile è stata sviluppata e inizialmente utilizzata per il primo stadio di Falcon 9. Dopo la separazione dello stage, il booster si gira, viene eseguito un boostback opzionale per invertire la direzione e un burnback di rientro, controllando la direzione per arrivare al sito di atterraggio e un burn finale per effettuare la decelerazione e l'atterraggio finali a bassa quota.
SpaceX intendeva (almeno dal 2014) sviluppare una tecnologia per estendere l'hardware di volo riutilizzabile ai secondi stadi, un problema ingegneristico più impegnativo perché il veicolo viaggia a velocità orbitale. Il riutilizzo della seconda fase è considerato fondamentale nei piani di Elon Musk per consentire l'insediamento di Marte. I concept iniziali per rendere riutilizzabile il secondo stadio del Falcon 9 sono stati abbandonati.
A partire dal 2020, SpaceX sta attivamente sviluppando il sistema Starship, con l'intento di renderlo un veicolo di lancio a due stadi completamente riutilizzabile, destinato a sostituire tutti i suoi veicoli di lancio esistenti.

## Storia
SpaceX inizialmente ha tentato di far atterrare il primo stadio del Falcon 1 con il paracadute, non sopravvivendo al rientro nell'atmosfera. Tale tecnica di recupero fu continuata ad essere sperimentare sui primi voli del Falcon 9 dopo il 2010. SpaceX ha successivamente spostato la sua attenzione sullo sviluppo di un sistema di atterraggio a discesa motorizzata.
La struttura generale del sistema di lancio riutilizzabile è stata descritta pubblicamente per la prima volta nel settembre 2011. SpaceX ha detto che avrebbe tentato di sviluppare la discesa a motore e il recupero di entrambi gli stadi del Falcon 9: un razzo a decollo verticale e atterraggio verticale (VTVL). Nel settembre 2012, SpaceX ha iniziato i test di volo su un prototipo denominato Grasshopper. Questi test sono continuati fino al 2014, inclusi i test di un secondo e più grande veicolo prototipo, F9R Dev1. Nel maggio 2012, SpaceX ha ottenuto una serie di dati di test atmosferici per il recupero del primo stadio Falcon 9 sulla base di 176 test eseguiti nella struttura di prova della galleria del vento del Marshall Space Flight Center della NASA. Il lavoro è stato commissionato da SpaceX in base a un accordo nell'ambito dello Space Act con la NASA. Fu previsto che la separazione del primo stadio di un razzo Falcon 9 riutilizzabile si sarebbe verificata a una velocità di circa Mach 6 (4.600 mph; 2,0 km / s) anziché Mach 10 (7.600 mph; 3,4 km / s) per un Falcon 9 non riutilizzabile, per fornire il carburante residuo necessario per la manovra di decelerazione e inversione di marcia e per la discesa e l'atterraggio controllati.

### Recupero carenature di carico
Le carenature di carico utile sono progettate per proteggere il carico utile del veicolo di lancio dalla pressione atmosferica, dagli effetti acustici e dal riscaldamento aerodinamico durante il lancio. Una volta libera dall'atmosfera terrestre, questi effetti non vengono più sperimentati, quindi la carenatura viene lanciata, dividendosi in 2 metà e ricadendo sulla Terra. Durante i primi sei decenni di volo spaziale, le carenature del carico utile sono state sempre sacrificate, facendole diventare detriti che sono bruciati al rientro nell'atmosfera terrestre o si sono distrutte a seguito dell'impatto sull'oceano.
Già a metà del 2015, Elon Musk ha accennato che SpaceX si stesse mettendo al lavoro per la riutilizzabilità della carenatura, in seguito alla scoperta di un detrito non identificato appartenente al Falcon 9 al largo della costa delle Bahamas, e successivamente la SpaceX confermo che si trattava di un pezzo della carenatura del carico. Nel aprile del 2016, SpaceX annunciò pubblicamente che si fosse posta l'obbiettivo di recuperare la carenatura del Falcon 9. Il motivo principale che spinse la società a sviluppare questo programma, era quello di risparmiare denaro e ridurre i costi di lancio, proprio come fanno con i primi stadi dei Falcon 9. Recuperando entrambe le metà della carenatura si poteva risparmiare circa 6 milioni di dollari che esclusivamente circa il 10% dei costi complessivi del lancio, in quanto ogni metà della carenatura ha un costo di produzione di circa 3 milioni di dollari. L'azienda ha annunciato l'intenzione di far atterrare le carene eventualmente su una struttura flessibile e asciutta, scherzosamente descritta da Musk come un "castello gonfiabile galleggiante".
L'idea del "castello gonfiabile" si è tramutata nella GO Ms. Tree, una veloce nave di rifornimento offshore pesantemente modificata da SpaceX in modo che abbia una grande struttura a rete progettata per catturare le metà della carenatura mentre scendono, tentando di farle finire sulla rete prima che tocchino la superficie dell'oceano. Inoltre entrambe le sezioni delle carenature sono state dotate di propulsori per il controllo dell'assetto e di un parafoil orientabile per controllare e rallentare la discesa dopo il jettison.

## Test di volo
Nel 2016 SpaceX iniziò i primi test di volo con carene discendenti da traiettorie suborbitali per testare, adattare e migliorare il sistema di guida del parafoil, e sono state inviate diverse navi per monitorare il successo della procedura tra cui la nave GO Searcher incaricata del recupero delle carene dall'acqua e riportarle a terra per l'analisi, se possibile.
I primi tentativi di recupero da parte della nave GO Searcher non si dimostrarono molto efficaci, in quanto ci vollero ben 4 missioni perché la nave riuscisse a riportare qualsiasi oggetto a terra. Durante il quarto tentativo nella missione SES-10, la nave ha recuperato ciò che rimaneva di entrambe le metà delle carenature, le condizioni delle carenature suggerirono un guasto al parafoil.
Nell'ottobre 2017, arrivò a Port Canaveral una nuova nave denominata Ms. Tree (all'epoca chiamata Mr. Steven) che si aggiunse alla flotta di SpaceX e fu dotata di quattro grandi braccia che supportavano una rete orizzontale con un'area di  68,64 m², inoltre fu dotata di sistemi di posizionamento dinamico. La nave tentò di catturare le carenature del carico prima che esse toccassero la superficie dell'oceano. Prima che iniziassero le modifiche, la nave è stata inviata durante la missione KoreaSat-5A per svolgere il ruolo di GO Searcher ovvero quello di osservare la discesa della carenatura e poi recuperarla dall'acqua. La nave tornò a Port Canaveral con una carenatura in gran parte intatta: il primo grande successo del programma.
Nel 2018 SpaceX trasferì la Mr. Tree in California per sviluppare il sistema di cattura più vicino al loro quartier generale di Hawthorne, la nave fu aggiornata e rinnovata con l'installazione di una rete molto più grande con un'area di 3700 m², quattro volte la dimensione netta originale e la sostituzione dei quattro bracci rigidi originali con il montaggio di quattro nuovi bracci, dotati ammortizzanti estensibili.
Con la GO Ms. Tree in servizio sulla costa occidentale, la GO Searcher fu riassegnata al recupero della Crew Dragon, ma era necessaria una terza nave per continuare le operazioni di recupero della carenatura sulla costa orientale. Per svolgere tale ruolo fu scelta la nave GO Pursuit, che fu utilizzata in quattro missioni riuscendo a recuperare due metà della carena.
A metà marzo del 2018, in risposta al tentativo fallito di catturare la carenatura nella missione Iridium-5, Elon Musk annunciò che avrebbe che la SpaceX avrebbe condotto test di caduta con l'ausilio di un elicottero per aiutare a migliorare il sistema parafoil e come pratica per l'equipaggio della signora Ms. Tree. Per tali prove, una metà della carenatura fu posizionata su una chiatta e rimorchiata in mare, giunti sul posto un elicottero avrebbe sollevato la carenatura portandola a circa 3,25 km di altitudine prima di lasciarla cadere, la Ms. Tree avrebbe seguito la carenatura e avrebbe tentato di prenderla mentre scendeva verso l'oceano. Questi test furono condotti tra giugno e dicembre 2018, ma in nessuno di essi la Ms. Tree ebbe successo, ma si avvicinò molto al suo obbiettivo.

## Operatività post test di volo
Nel giugno 2019, la Ms. Tree fu ribattezzata GO Ms. Tree, a seguito dell'acquisizione da parte dalla Guice Offshore (GO). La GO Ms. Tree catturò con successo la sua prima carenatura il 25 giugno 2019 durante la missione STP-2 del Falcon Heavy. La Ms. Tree ebbe nuovamente successo durante la missione AMOS-17 il 7 agosto 2019, da allora il programma vide un ulteriore successo, ma non in modo coerente. Nel agosto del 2019 la SpaceX noleggiò una seconda nave identica alla Ms. Tree, denominata GO Ms. Chief per consentire a SpaceX di catturare entrambe le metà della carenatura durante una singola missione.

## Operazione di cattura automatizzato
Durante un tentativo di cattura, i movimenti della nave sono controllati direttamente da un sistema informatico; tuttavia, l'equipaggio può intervenire manualmente se necessario. SpaceX ha lentamente perfezionato il sistema informatico per migliorare l'affidabilità dell'operazione di cattura. La metà della carenatura discendente e il computer della nave dialogano tra loro e si dirigono autonomamente l'uno verso l'altro.
Le squadre di recupero conducono un sondaggio poco prima di ogni tentativo di cattura. Durante il sondaggio, esaminano le condizioni meteorologiche attuali e la telemetria dalla carenatura per decidere se procedere o meno con un tentativo di cattura poiché questi sono i principali fattori che influenzano l'esito dell'operazione.